# Aittakorpi
Aittakorpi est un quartier de l'ouest de Kotka en Finlande.

## Présentation
Le quartier d'Aittakorpi est construit principalement de maisons individuelles et de maisons mitoyennes construite depuis les années 1970.
Aittakorpi est bordé par les quartiers de Karhuvuori, Lankila et Sutela.
Le  quartier abrite, entre autres, l'école d'Aittakorpi, un jardin d'enfants, un bowling, le centre sportif de Kotka, un K-Market, une pizzeria, un foyer pour les personnes ayant une déficience intellectuelle et une salle paroissiale.

## Transports
Aittakorpi est desservi par les bus suivants:
- 12 Norskankatu-Karhuvuori-Mussalo
- 19 Mussalo-Parikka-Laajakoski
- 20 Mussalo-Karhuvuori-Karhula
- 25 Norskankatu-Mussalo-Karhuvuori-Karhula
- 27 Norskankatu-Musslo-Karhuvuori-Norskankatu
- 14PA Koskenrinne-Prisma-Karhuvuori-Mussalo-Kotkansaari
- 15PA Leikari-Suulisniemi-Karhula-Korkeakoski-Karhuvuori-Kotka
- 13	  Norskankatu-Karhuvuori-Mussalo-Norskankatu
- 14	  Norskankatu-Karhuvuori-Mussalo-Norskankatu

Aittakorpi est desservi par la route nationale 7.